# Liste der Säugetiere in The Zoology of the Voyage of H.M.S. Beagle
Der zweite Teil des unter der Aufsicht von Charles Darwin herausgegebenen Werkes The Zoology of the Voyage of H.M.S. Beagle trägt den Titel Mammalia  und beschreibt die von Darwin während seiner Reise mit der Beagle gesammelten Säugetiere. Die Bearbeitung erfolgte durch George Robert Waterhouse.

## Liste der aufgeführten Arten
Hinweis: Die Spalte „Art heute“ ist nur bei einem abweichenden Artnamen gefüllt.
| Seite | Tafel      | Art                           | Art heute                        | Anmerkung                       |
| ----- | ---------- | ----------------------------- | -------------------------------- | ------------------------------- |
| 1     | I., XXXV.1 | Desmodus d’Orbignyi           | Desmodus rotundus                |                                 |
| 3     | II.        | Phyllostoma grayi             | Carollia brevicauda              | s. Kurzschwanzblattnasen        |
| 4     |            | Phyllostoma perspicillatum    | ??                               |                                 |
| 5     | III.       | Vespertilio chiloensis        | Myotis chiloensis                |                                 |
| 6     |            | Dysopes nasutus               | ??                               |                                 |
| 7     | IV.        | Canis antarcticus             | Dusicyon australis               |                                 |
| 10    | V.         | Canis magellanicus            | Lycalopex culpaeus magellanicus  |                                 |
| 12    | VI.        | Canis fulvipes                | Lycalopex fulvipes               |                                 |
| 14    | VII.       | Canis azarae                  | Cerdocyon thous azarae           |                                 |
| 16    | VIII.      | Felis yagouarondi             | Puma yagouaroundi                |                                 |
| 18    | IX.        | Felis pajeros                 | Leopardus pajeros                |                                 |
| 20    |            | Felis domestica               | Felis silvestris catus           |                                 |
| 21    |            | Gallictis vittata             | Galictis vittata                 |                                 |
| 21    |            | Lutra platensis               | Lontra longicaudis longicaudis   | s. Neuweltotter                 |
| 22    |            | Lutra chilensis               | Lontra felina                    |                                 |
| 24    | X.         | Delphinus fitzroyi            | Lagenorhynchus obscurus fitzroyi |                                 |
| 26    |            | Auchenia llama                | Lama glama guanicoe              |                                 |
| 29    |            | Cervus campestris             | Ozotoceros bezoarticus           |                                 |
| 31    |            | Mus decumanus                 | Rattus norvegicus                |                                 |
| 33    |            | Mus decumanus var. ? maurus   | Rattus sp.                       |                                 |
| 34    |            | Mus jacobiae                  | Rattus rattus                    |                                 |
| 35    |            | Mus (Rattus var. ?) insularis | Rattus rattus                    |                                 |
| 38    |            | Mus musculus                  |                                  |                                 |
| 39    | XI.        | Mus longicaudatus             | Stochomys longicaudatus          | s. Zielratten                   |
| 41    | XII.       | Mus elegans                   | Eligmodontia typus               |                                 |
| 43    | XII.       | Mus bimaculatus               | Calomys laucha                   | s. Vespermäuse                  |
| 45    | XI.        | Mus gracilipes                | Calomys laucha                   |                                 |
| 46    | XIII.      | Mus flavescens                | Oligoryzomys flavescens          | s. Zwergreisratten              |
| 47    | XIV.       | Mus magellanicus              | Ctenomys magellanicus            | s. Kammratten                   |
| 48    | XIII.      | Mus arenicola                 | Onychomys arenicola              | s. Grashüpfermäuse              |
| 49    | XIV.       | Mus brachiotis                | Abrothrix olivaceus              | s. Anden-Feldmäuse              |
| 51    | XV.1       | Mus renggeri                  | Abrothrix olivaceus              |                                 |
| 52    | XV.2       | Mus obscurus                  | Necromys obscurus                | s. Necromys                     |
| 53    | XVII.1     | Mus xanthorhinus              | Abrothrix olivaceus              |                                 |
| 54    |            | Mus canescens                 | Abrothrix olivaceus              |                                 |
| 55    | XVI.       | Mus longipilis                | Abrothrix longipilis             |                                 |
| 56    | XVII.2     | Mus nasutus                   | ??                               |                                 |
| 57    | XVIII.     | Mus tumidus                   | Scapteromys tumidus              | s. Scapteromys                  |
| 58    | XIX.       | Mus braziliensis              | Ctenomys boliviensis             |                                 |
| 61    | XX.        | Mus micropus                  | Loxodontomys micropus            | s. Loxodontomys                 |
| 62    | XXI.       | Mus griseo-flavus             | Graomys griseoflavus             | s. Graomys                      |
| 63    | XXII.      | Mus xanthopygus               | Phyllotis xanthopygus            | s. Blattohrmäuse                |
| 64    | XXIII.     | Mus darwinii                  | Phyllotis darwini                |                                 |
| 65    | XXIV.      | Mus galapagoensis             | Oryzomys galapagoensis           |                                 |
| 66    | XXV.       | Mus fuscipes                  | Rattus fuscipes                  |                                 |
| 67    |            | Mus gouldii                   | Pseudomys gouldii                | s. Australische Mäuse           |
| 69    | XXVI.      | Reithrodon cuniculoides       | Reithrodon auritus               | neue Gattung Kaninchenratten    |
| 71    |            | Reithrodon typicus            |                                  |                                 |
| 72    | XXVII.     | Reithrodon chinchilloides     | Euneomys chinchilloides          | s. Patagonische Chinchillamäuse |
| 78    |            | Myopotamus coypus             | Myocastor coypus                 |                                 |
| 79    |            | Ctenomys braziliensis         | Ctenomys brasiliensis            | Schreibweise!                   |
| 82    |            | Poephagomys ater              | Spalacopus cyanus cyanus         |                                 |
| 82    |            | Octodon cumingii              | Octodon degus                    |                                 |
| 85    | XXVIII.    | Abrocoma bennettii            |                                  | neue Gattung Chinchillaratten   |
| 86    | XXIX.      | Abrocoma cuvieri              | Abrocoma bennettii bennettii     |                                 |
| 88    |            | Lagostomus trichodactylus     | Lagostomus maximus maximus       | s. Viscacha                     |
| 88    |            | Kerodon kingii                | Microcavia australis australis   | s. Zwergmeerschweinchen         |
| 89    |            | Cavia cobaia                  | Cavia aperea                     |                                 |
| 89    |            | Cavia patachonica             | Dolichotis patagonum             |                                 |
| 91    |            | Hydrochoerus capybara         | Hydrochoerus hydrochaeris        |                                 |
| 92    |            | Lepus magellanicus            | ??                               |                                 |
| 92    |            | Dasypus hybridus              |                                  | s. Langnasengürteltiere         |
| 93    |            | Dasypus minutus               | Zaedyus pichiy                   |                                 |
| 93    |            | Didelphis azarae              | Didelphis aurita                 | s. Opossums                     |
| 94    | XXX.       | Didelphis crassicaudata       | Lutreolina crassicaudata         |                                 |
| 95    | XXXI.      | Didelphis elegans             | Thylamys elegans                 | s. Fettschwanzbeutelratten      |
| 97    | XXXII.     | Didelphis brachyura           | Monodelphis brevicaudata         | s. Spitzmausbeutelratten        |

## Nachweise
- Don E. Wilson, DeeAnn M. Reeder (Hrsg.): Mammal Species of the World. A Taxonomic and Geographic Reference. 3. Auflage, Johns Hopkins University Press, Baltimore 2005, ISBN 0-8018-8221-4; online